# Antagoras
Antagoras, en grec ancien Ἀνταγόρας, né à Rhodes vers 270 av. J.-C., est un poète grec de l'Antiquité. Il était connu aussi pour son art de la gastronomie.

## Informations biographiques
Antagoras est l'auteur d'un poème épique dans le genre thébain intitulé Θηβαΐς, lorsqu'il est à Pella, ainsi que de plusieurs épigrammes. Il est engagé (ainsi qu'Alexandre l'Étolien et Aratos) à la cour de Pella du roi Antigonos II Gonatas, souverain de Macédoine[réf. incomplète]. Antagoras était en rapport avec Philocydès, envoyé de Pharnabaze III, fils d'Artabaze, et était connu de l'historien Hégésandre.
Plutarque rapporte une anecdote à propos d'Antagoras, de son amour du poisson et de son sens de la répartie :
« Le roi Antigone, ayant surpris le poète Antagoras en habit de cuisinier en train de faire bouillir des congres dans sa tente, lui demande : Penses-tu qu'Homère aurait préparé des congres tout en composant les fameux exploits d'Agamemnon? Et Antagoras répliqua avec esprit : Penses-tu qu'Agamemnon aurait pu accomplir tant d'exploits fameux s'il avait passé son temps dans le camp à savoir qui préparait des congres pour la cuisine? »